# La leggenda: Guerra dei draghi
La leggenda: Guerra dei draghi è un MMORPG fantasy per browser sviluppato dall'azienda russa IT Territory e lanciato sul mercato russo nel 2006 sotto il nome tradotto in italiano "La leggenda: L'eredità dei draghi" (in russo, Легенда: Наследие Драконов). Nel 2008 è stato localizzato e lanciato sul mercato europeo dalla compagnia Mail.ru Games GmbH (denominata allora Astrum Online Entertainment). Attualmente il gioco esiste, oltre alla versione originale russa, in altre sette lingue diverse, polacco, tedesco, inglese, turco, francese, spagnolo e italiano, e in Italia è conosciuto sotto il nome di La leggenda: Guerra dei draghi. Attualmente Guerra dei draghi conta in tutto il mondo più di otto milioni di giocatori. In Russia il gioco ha vinto più volte il premio come migliore presenza internet ("Premia Runeta") e ha conquistato una popolarità sempre maggiore.
La particolarità di Guerra dei draghi è il suo sistema di combattimento che, contrariamente a tanti altri giochi per browser, è completamente animato.

## Trama
Il gioco di ruolo online Guerra dei draghi è ambientato nel fantastico mondo di Feo, nel quale umani e magmari si affrontano in una guerra secolare e lottano per il predominio della propria razza. Le due razze vivono su due continenti diversi, gli umani su Ogrij e i magmari su Khair, luoghi che fanno da sfondo alla maggior parte delle avventure dei guerrieri. Oltre a questi immensi territori, esistono anche altri luoghi, come le Isole Fej-Go e un Mondo sottomarino nell'Oceano Ballauriano, confinante ad entrambi i continenti. Nel mondo di Feo si susseguono suggestivi paesaggi di diverso tipo, a partire da paludi, passando per steppe, boschi, altopiani, fino ad arrivare a città e piccoli villaggi. A ciò si aggiungono le istanze e i campi di battaglia in caverne, grotte e castelli.
Le saghe del gioco narrano la storia del mondo di Feo dalla sua creazione fino all'attuale "Era dei draghi", una lotta continua per mantenere l'equilibrio tra il bene e il male da una parte e l'incontrollabile Caos dall'altra.  L'equilibrio viene sorvegliato da Sheara, la sovrana dei draghi, e i suoi due draghi, Striagorn ed Erifarius, rispettivamente custode dei magmari e degli umani. L'equilibrio è in pericolo: il potere devastatore del Caos, che assume le sembianze dell'esercito del Caos e della "Caoticità" che le sue creature diffondono, richiede una serie di sforzi comuni da parte degli umani e dei magmari, che sono quindi obbligati a mettere da parte le loro rivalità interne per salvare Feo.

## Modalità di gioco
I giocatori di Guerra dei draghi  possono svolgere numerose cerche (compiti, missioni) e combattere contro numerosi mostri per ricevere punti esperienza, utile ad aumentare il livello, e ricompense sotto forma di soldi virtuali o oggetti di vario tipo. Nel corso del gioco saranno a disposizione del giocatore svariate possibilità, come imparare una professione, raggiungere una certa reputazione in diversi gruppi, acquistare degli animali da sella e accompagnatori e imparare la magia (Maggiori informazioni in Elementi del gioco).

### Meccanica del gioco
I giocatori controllano i loro personaggi attraverso diverse visualizzazioni legate l'una con l'altra, nelle quali i guerrieri possono muoversi ed interagire all'interno del mondo di Feo. Partendo dalla visualizzazione statica del luogo è possibile scegliere la modalità "Caccia", dove la mappa viene visualizzata nella prospettiva aerea e si possono attaccare mostri o raccogliere risorse. Nel sistema di combattimento la visuale è, invece, in terza persona, dinamica e completamente animata con una tecnologia Flash, nella quale i personaggi sono visualizzati in 2D davanti all'avversario.
Le vittorie o sconfitte in un combattimento dipendono non solo dalle qualità del personaggio, ma anche dal tipo di tattica impiegata. Per esempio, si possono usare combinazioni di colpi particolari, i cosiddetti Super colpi, o diversi altri aiuti, come pergamene, amuleti o elisir, che rendono più forte il personaggio o, contrariamente, indeboliscono l'avversario. Sono inoltre messe a disposizione del giocatore potenti armature ed armi che aumentano le qualità del personaggio, quali ad esempio forza, tenacia o agilità.
Il gioco offre diversi tipi d'interazione. I giocatori possono formare gruppi o creare clan, commerciare, entrare nelle istanze e nei campi di battaglia e partecipare a numerosi eventi. È peraltro possibile comunicare attraverso la chat di gioco e il forum. Si consiglia inoltre vivamente di entrare in contatto con gli altri giocatori, visto che molti mostri sono tanto forti da essere quasi impossibile sconfiggerli da soli.

### Stili di combattimento
Esistono tre diversi stili di combattimento: truffatore, spaccaossa e peso massimo. Ciascuno stile pone maggior importanza su determinate qualità rispetto ad altre. Lo stile di combattimento di ciascun giocatore è determinato dal tipo di armatura che questi indossa. Mentre il set del truffatore aumenta la probabilità di schivare colpi in battaglia, la variante dello spaccaossa infligge notevoli colpi critici con le sue armi a due mani. Il peso massimo, invece, con la sua pesante armatura è sensibilmente più resistente.

### Razze
Al momento della registrazione, il giocatore deve scegliere una delle due razze disponibili: gli umani, guerrieri più razionali, o i magmari, popolo più violento e guerrigliero. Le razze si distinguono tra di loro per una serie di caratteristiche diverse. Vivono su due continenti diversi, simili per la struttura e la costruzione degli edifici, ma non identici. La scelta della razza è decisiva per il continente che diventerà la futura patria del guerriero, ma è comunque possibile viaggiare anche nelle terre della frazione nemica. È peraltro possibile anche attaccare direttamente i giocatori della razza avversaria sia sul proprio territorio che sul territorio nemico. Questa particolare caratteristica permette in teoria combattimenti PvP (giocatore contro giocatore) in qualunque luogo e momento.

### Ranghi
Esistono 15 diversi ranghi, si parte da recluta fino a giungere al rango di sovrano. I giocatori nuovi rientrano automaticamente tra le reclute. Per salire di livello è necessario ottenere punti valore, che si possono ricevere soprattutto sui campi di battaglia, nei quali si affrontano grandi armate di entrambe le razze e si scontrano in combattimenti PvP. Questi ranghi sono decisivi per accedere ad armi ed armature particolarmente potenti, che possono influire decisamente sull'evolversi della battaglia.

## Elementi del gioco

### Professioni
I giocatori possono scegliere tra nove professioni e impararne fino ad un massimo di tre. Si dividono in professioni di raccolta, di produzione e libere. I giocatori possono imparare una professione per ognuna di queste categorie.
Le professioni di raccolta servono a procurarsi le risorse, mentre con le professioni di produzione si possono lavorare le risorse raccolte grazie all'aiuto di tantissime ricette. Le professioni di raccolta e di produzione sono tra di loro combinabili così da permettere di lavorare direttamente le risorse appena raccolte. Scegliendo una professione libera tra scassinatore, guaritore e boia, il giocatore sceglie la vocazione che più gli interessa.
| Professioni di raccolta | Professioni di produzione | Professioni libere |
| ----------------------- | ------------------------- | ------------------ |
| Erborista               | Alchimista                | Scassinatore       |
| Pescatore               | Stregone                  | Guaritore          |
| Geologo                 | Gioielliere               | Boia               |

### Reputazioni
I giocatori possono migliorare le loro reputazioni di un gruppo di personaggi del gioco (NPC) uccidendo mostri, consegnando risorse e reliquie o partecipando a particolari campi di battaglia. In ‘‘Guerra dei draghi’’ esistono al momento 14 reputazioni, tra cui i cavalieri, i cacciatori, gli dei, diversi popoli, ecc.
Al raggiungimento di un determinato numero di reputazioni i giocatori possono accedere a speciali ricompense, come pergamene, amuleti e rari artefatti. Alcune reputazioni, come ad esempio quella dei mercenari o dei Fautori del Male e della Confraternita della Virtù, sono rivali tra di loro, ciò significa che, all'aumentare della reputazione dell'uno, automaticamente diminuisce quella dell'altro.

### Animali da sella
I giocatori possono scegliere tra più di 20 animali da sella: a scelta capre, tigri, pantere, rinoceronti, uccelli e tanti diversi animali fantastici. Vengono chiamati grazie a dei particolari amuleti e si distinguono per livello e capacità. Gli animali da sella aiutano il giocatore in battaglia, riducono la sua velocità di movimento tra un luogo e l'altro e aumentano lo spazio (slot) nel suo zaino. Gli amuleti per gli animali da sella possono essere ottenuti in alcune cerche o acquistati nei negozi del gioco. Diversi tra gli animali da sella disponibili possono evolversi e ottenere ulteriori capacità, come per esempio un morso velenoso.

### Eventi ciclici
Gli eventi ciclici sono degli avvenimenti integrati nello svolgimento del gioco che si ripetono ad intervalli regolari, come l'apparizione di mostri o risorse in un determinato luogo. Chiunque può prendervi parte e non è richiesto alcun tipo d'iscrizione. La partecipazione regolare a tali eventi aumenta l'influsso del giocatore su un territorio del mondo di Feo. A partire da determinati livelli di influssi sono disponibili nuove ricompense. L'influsso è inoltre necessario per acquistare gli accompagnatori.

### Accompagnatori
Gli accompagnatori sono piccoli animali domestici come civette, cuccioli, fantasmi o api, che i giocatori possono portarsi sempre in giro. Aiutano in battaglia e usano di propria volontà degli effetti speciali. Gli accompagnatori possono svolgere una serie di allenamenti che permettono l'aumento delle loro caratteristiche. Essi inoltre aumentano il loro livello come il loro padrone e ottengono il 10% della sua esperienza. Allo stesso tempo aumenta anche la frequenza dell'uso degli effetti in battaglia.

### Clan
Un clan è formato da un gruppo di diversi giocatori, simile a una gilda in altri giochi. I membri del clan svolgono insieme dei compiti, come le cerche, organizzano dei combattimenti o creano una società di giocatori per motivi socio-comunicativi. I membri del clan hanno a disposizione un proprio canale di chat (Chat del clan) e una classe del clan. Anche i clan, come i giocatori, possono aumentare il loro livello. A partire dal livello 2 i clan possono partecipare all'assedio al castello e combattere per impossessarsi del forte.

### Magia
Qualunque giocatore può diventare un Mago guerriero in Guerra dei draghi, ma ad una sola condizione: è possibile solo a partire dal livello 11, un livello già relativamente avanzato. In questo modo si aprono al giocatore molte opportunità in battaglia che gli procurano anche dei vantaggi nei confronti dei non maghi. L'utente può scegliere tra sei scuole di magia: dell'Aria, dell'Acqua, della Luce, del Fuoco, della Terra e delle Ombre, rispettivamente tre per ogni razza. Ogni magia di scuola è legata anche ad uno dei tre stili di combattimento. Grazie ad alcuni tomi i giocatori possono studiare gli esorcismi della loro scuola che possono successivamente usare nei combattimenti contro i loro nemici.

## Finanziamenti
Il gioco non richiede alcuna tassa mensile, né alcun abbonamento. Le entrate di questo modello free to play provengono per la maggior parte dai negozi presenti nel gioco, nei quali i giocatori possono acquistare una grande varietà di oggetti, tra cui pezzi di armature e armi, usando la valuta virtuale del gioco (monete d'oro). I giocatori ricevono durante il gioco una quantità minima di monete d'oro, d'argento e di rame come ricompensa ai combattimenti vinti contro i mostri o al termine di una cerca risolta. Inoltre, in cambio di soldi reali è possibile acquistare brillanti e rubini (due tipi di monete del gioco) che possono essere scambiati con le monete d'oro nelle banche dei due continenti. Il successo di questo modello deriva da un elevato ricavo medio per unità (ARPU, in inglese "Average Revenue Per Unit"), che è considerevolmente superiore alla media.

## Eventi
In Guerra dei draghi si svolgono regolarmente diversi eventi a settimana che si integrano alle vicende principali, aggiungono degli episodi chiusi a sé o celebrano alcuni giorni festivi. Questi eventi possono essere unici a sé e svolgersi un'unica volta o essere costituiti da diverse parti e prolungarsi quindi per diversi giorni o settimane. Vengono sempre annunciati puntualmente nella sezione delle Novità del gioco.
I giocatori hanno così per brevi periodi di tempo ulteriori possibilità di ricevere oggetti rari o aumentare le loro qualità, come ad esempio il valore. Devono però prendere parte a tornei, risolvere indovinelli, rispondere a domande, raccogliere oggetti o partecipare a particolari avvenimenti nel gioco. Gli eventi si svolgono sotto forma di cerche speciali, eventi PvE, battaglie PvP o particolari promozioni commerciali.

## Aggiornamenti
Guerra dei draghi riceve aggiornamenti periodici, durante i quali vengono aggiunti nel gioco nuovi elementi, nuovi contenuti e talvolta viene adattato l'interfaccia.
Dopo il lancio del gioco nel novembre 2010, il primo vero update ha avuto luogo ad aprile di quest'anno e ha introdotto una serie di nuovi luoghi, nuovi NPC e mostri, nonché nuove istanze e tante altre funzioni.
In futuro è previsto un ulteriore aggiornamento, grazie al quale sarà possibile unire i server di tutte le lingue così da permettere delle battaglie internazionali tra i diversi gruppi provenienti dai più svariati paesi del mondo.